# Alessandro Maserati
Alessandro Maserati (Castel San Giovanni, 8 settembre 1979) è un ex ciclista su strada italiano, professionista dal 2005 al 2010.

## Palmarès
- 2000 (Team Casprini-Pitti Shoes)

Coppa Stignani
- 2001 (G.S. Luigi Maserati-Synclean)

Trofeo Maurizio e Bruno Stagni
Trofeo Papà Cervi
- 2003 (G.S. Luigi Maserati-Synclean)

Giro di Sissa
- 2004 (Bottoli-Artoni-Zoccorinese)

Gran Premio Comune di Castenedolo

## Piazzamenti

### Classiche monumento
- Milano-Sanremo

2009: ritirato